# Brontis Jodorowsky
Pour les articles homonymes, voir Jodorowsky.
Brontis Jodorowsky, né le 27 octobre 1962 à Mexico, est un comédien et metteur en scène de théâtre d'origine franco-chilienne.

## Biographie
Brontis Jodorowsky est le fils aîné de l’auteur et réalisateur chilien Alejandro Jodorowsky et de Bernadette Landru. Né au Mexique, il s’installe en France à la fin des années 1970.
Sa formation d'acteur se fait principalement auprès de Ryszard Cieślak, figure emblématique du Théâtre-Laboratoire de Jerzy Grotowski, à Wroclaw (Pologne), puis d’Ariane Mnouchkine, au Théâtre du Soleil, dont il intègre la troupe en 1989, qu’il quitte après sept saisons, en 1995. Il y jouera entre autres dans le cycle des Atrides, et interprétera le rôle d’Orgon dans le Tartuffe.
En tant que comédien, il a notamment travaillé avec Irina Brook, Alejandro Jodorowsky, Simon Abkarian, Bernard Sobel ou encore Jorge Lavelli. Son père envisageait de lui confier le rôle de Paul Atréides dans l'adaptation du roman de Frank Herbert, Dune. Le film ne sera jamais réalisé. Cette aventure est racontée en 2013 dans le documentaire Jodorowsky's Dune.
Parallèlement, Brontis Jodorowsky est également metteur en scène de théâtre et d'opéra. Enfin, on lui doit aussi diverses traductions depuis l’espagnol, dont celle du texte de la bande dessinée de Moebius: Griffes d'ange.

## Théâtre

### Comédien
- En attendant Godot de Samuel Beckett, m. en s. de Jean-Daniel Laval
- Mon pauvre Fiedia d'après Dostoïevski, m. en s. de Ryszard Cieslak, au Théâtre de l'Épée de Bois (à Paris)
- L’Évangile selon Judas d'après la Bible, m. en s. d’Igor Persan
- 1990 : Les Atrides : Iphigénie à Aulis d'Euripide, m. en s. d’Ariane Mnouchkine, au Théâtre du Soleil
- 1990 : Les Atrides : Agamemnon d'Eschyle, m. en s. d’Ariane Mnouchkine, au Théâtre du Soleil
- 1991 : Les Atrides : Les Choéphores d'Eschyle, m. en s. d’Ariane Mnouchkine, au Théâtre du Soleil
- 1992 : Les Atrides : Les Euménides d'Eschyle, m. en s. d’Ariane Mnouchkine, au Théâtre du Soleil
- 1994 : La Ville parjure ou le Réveil des Erinyes d'Hélène Cixous, m. en s. d’Ariane Mnouchkine, au Théâtre du Soleil
- 1995 : Le Tartuffe de Molière, m. en s. d’Ariane Mnouchkine, au Festival d’Avignon et au Théâtre du Soleil
- 1996 : Anthropologies de Pablo Abad, m. en s. de Ricardo Lopez-Munoz
- 1996 : Pierre et le loup de Prokofiev, m. en s. de Ricardo Lopez Munoz
- 1997 : Le Songe d'une nuit d'été de Shakespeare, m. en s. de Paul Golub
- 1997 : Macbeth de Shakespeare, m. en s. de Paul Golub
- 1997 : Le Bon Dieu de Manhattan d’Ingeborg Bachmann, m. en s. de Jarg Pataki, au Théâtre du Grütli (Genève)
- 1998 : Giacomo le tyrannique de Giuseppe Manfridi, m. en s. d’Antonio Aréna, au Théâtre du Rond-Point
- 1998 : Peines d'amour perdues de Shakespeare, m. en s. de Simon Abkarian, au théâtre des Bouffes du Nord
- 1999 : Danser à Lughnasa de Brian Friel, m. en s. d’Irina Brook, à la MC93 Bobigny
- 2000 : L’Ultime Chant de Troie d'après Euripide, Eschyle, Sénèque et Parouir Sévak, m. en s. de Simon Abkarian, à la MC93 Bobigny
- 2001 : Opéra panique, m. en s. et texte d’Alejandro Jodorowsky, à la MC93 Bobigny
- 2001 : Juliette et Roméo d'après Shakespeare, m. en sn. Irina Brook, Théâtre de Vidy, Théâtre national de Chaillot
- 2003 : Richard II , de Shakespeare, m. en sn. Jacques Osinski
- 2003 : Titus Andronicus, de Shakespeare, m. en sn. Simon Abkarian
- 2004 : Un homme est un homme de Brecht, m. en s. de Bernard Sobel, au Festival d’Avignon
- 2005 : Troïlus et Cressida de Shakespeare, m. en s. de Bernard Sobel
- 2005 : Merlin ou la terre dévastée de Tankred Dorst, m. en s. de Jorge Lavelli, au festival Les Nuits de Fourvière et à la MC93 Bobigny
- 2006 : Un siècle d'industrie  de Marc Dugowson, m. en sn. Paul Golub
- 2006 : Tragedy: a tragedy de Will Eno, m. en s. de Monica Espina, La Générale Paris
- 2006 : Il sogno senza fine de Alejandro Jodorowsky, m. en sn. de l'auteur
- 2006 : La Marquise d'O d'Heinrich von Kleist, mise en scène Lukas Hemleb, Comédie de Valence, Le Cratère Alès
- 2007 : La Marquise d'O d'Heinrich von Kleist, mise en scène Lukas Hemleb, Maison de la Culture de Bourges, Maison de la Culture d'Amiens, Théâtre Gérard Philipe, tournée
- 2008 : Nuits à Bagdad de Mohamed Kacimi, m. en sn. Paul Golub
- 2009 : La puce à l’oreille  deGeorges Feydeau, m. en sn. Paul Golub
- 2009 : Le Gorille d’après Franz Kafka, m. en s. d’Alejandro et B. Jodorowsky, à Bruxelles, puis en  2010 au Théâtre du Lucernaire (à Paris)
- 2009 : Antigone , de Sophocle, m. en sn. Jean Liermier. Théâtre de Carouge
- 2010-2013 : Le Gorille d’après Franz Kafka, m. en s. d’Alejandro et B. Jodorowsky, Théâtre du Petit-Montparnasse puis Avignon off et tournée en France, à Santiago du Chili et Buenos-Aires.
- 2015 : Macbeth, de William Shakespeare, m. en sn. Ariane Mnouchkine, Théâtre du Soleil (reprise de rôle, oct-nov-dec)
- 2016 : Le Jeu de l'amour et du hasard de Marivaux mis en scène par Laurent Laffargue.
- 2023 : Hélène après la chute mis en scène par Simon Abkarian

### Metteur en scène
- 2000 : Le Médecin volant de Molière, au Théâtre du Lucernaire (à Paris)
- Qu’est-ce que ça peut faire, spectacle musical de Christian Ferrari, à l’Auditorium des Halles (à Paris)
- Haute surveillance de Jean Genet, aux Établissements phonographiques de l'Est (à Paris)
- 2006 : L'Inattendu de Fabrice Melquiot, au Studio-Théâtre de Charenton-le-Pont
- 2009 : Pelléas et Mélisande de Maeterlinck, au Théâtre musical de Besançon
- 2009 : Le Gorille d’après Franz Kafka, co-m. en s. avec Alejandro, à Bruxelles, puis en  2010 au Théâtre du Lucernaire (à Paris)
- 2011 : Rigoletto de Verdi, au Théâtre musical de Besançon
- 2011 : L’Inattendu de Fabrice Melquiot, au Théâtre Les Déchargeurs (à Paris)
- 2012 : Carmen de Bizet, au Festival Musica Nigella

## Filmographie

### Cinéma
- 1970 : El Topo d'Alejandro Jodorowsky
- 1971 : Pubertinajes de Pablo Leder
- 1973 : La Montagne sacrée d'Alejandro Jodorowsky
- 1974 : El muro del silencio de Luis Alcoriza (prix Diosa de plata du meilleur acteur enfant au Mexique)
- 1989 : Santa sangre d'Alejandro Jodorowsky
- 1989 : La Nuit miraculeuse d'Ariane Mnouchkine
- 1993 : Dream Machine, court-métrage de Jo Camacho
- 1996 : Blême, court-métrage de Laurent de Bartillat
- 1998 : L'Art de vivre, court-métrage de Maria Audras
- 1998 : Gialloparma d'Alberto Bevilacqua
- 2005 : J'ai vu tuer Ben Barka de Serge Le Péron
- 2011 : Tau de Daniel Castro Zimbrón
- 2013 : Jodorowsky's Dune, de Frank Pavich
- 2013 : La danza de la realidad (La Danse de la réalité) d'Alejandro Jodorowsky
- 2014 : Anton Tchekhov-1890 de René Féret
- 2015 : Las tinieblas / The darkness de Daniel Castro Zimbrón
- 2015 : El elegido / The chosen d'Antonio Chavarrías
- 2016 : Poesía Sin Fin d'Alejandro Jodorowsky
- 2017 : Par instinct de Nathalie Marchak
- 2018 : Otages à Entebbe (7 Days in Entebbe) de José Padilha : capitaine Michel Bacos
- 2018 : Les Animaux fantastiques : Les Crimes de Grindelwald (Fantastic Beasts : The Crimes of Grindelwald) de David Yates : Nicolas Flamel
- 2021 : Le Dernier Duel (The Last Duel) de Ridley Scott : magistrat

### Télévision
- 2001 : Largo Winch, épisode réalisé par Gérard Hameline
- 2007 : Le voyageur de la Toussaint, téléfilm de Philippe Laïk
- 2024 : The New Look, série de Todd A. Kessler (en)